# 理论化学
理论化学 运用非实验的推算来解释或预测化合物的各种现象。近年来，理论化学主要包括量子化学，即应用量子力学来解决化学问题。理论化学可以泛泛地分为电子结构、动力学和统计力学几个方面。在解决预测化合物的反应活性的问题时，这几个方面都可能不同程度地涉及到。理论化学其他“五花八门的” 研究领域包括对处于各物态的大块物质化学的数学表征(例如，化学动力学的研究)和研究更晚近的数学进展在基础研究的适用性(例如拓扑学原理在研究电子结构方面的可能应用)。理论化学的这一方面有时被称为数学化学。
理论化学的很大一部分可以被归类为计算化学，虽然计算化学通常指的是理论化学的具体应用并设计一些近似处理，例如一些后哈特里-福克类型的方法，密度泛函理论， 半经验方法  (如PM3) 或 各种力场方法。有些化学理论家应用统计力学提供了联系量子世界的微观现象和体系大块物质的宏观性质的桥梁。
理论上解决化学问题可以追溯到化学发展的早期，但直到奥地利物理学家埃尔温·薛定谔导出薛定谔方程之前，可用的理论工具相当粗糙，并有很大猜测性质。现在，基于量子力学的复杂得多的方法已很普遍。

## 理论化学的分支
量子化学量子力学在化学中的应用
计算化学计算机代码在化学中的应用
分子模拟包括一些分子结构模型化的方法，这些方法并不仅局限于量子力学理论的范畴。例如分子对接，蛋白质对接，药物设计和组合化学等。
分子动力学应用经典力学来模拟体系（原子和分子的集合）各原子核的运动。
分子力学以各种相互作用力的加和来模拟分子内及分子间相互作用的势能面。
数学化学使用各种数学方法(而不必诉诸量子力学)来讨论及预测分子结构。
理论反应动力学对与反应化合物相关的动态体系及其相应的微分方程的理论研究。

## 相关学科
历史上，理论化学应用的主要研究领域包括：
- 原子物理学：研究围绕原子核运动的电子的科学
- 分子物理学：研究围绕组成分子的原子核运动的电子及原子核运动的科学。这个术语通常指的是对由少数原子组成的气态分子的研究。但有些人认为分子物理学也包括在分子水平上研究化合物的宏观性质。
- 物理化学及化学物理学：运用物理方法研究化学，诸如激光技术，隧道扫描显微镜等等。这两个研究领域之间的形式上的区别在于物理化学是化学的一个分支而化学物理学是物理学的一个分支。实践中它们并无明显区别。

因而，理论化学有时被看成是物理学和化学研究领域的一个分支学科。但是，最近随着密度泛函理论和其他方法如分子力学的兴起，理论化学的应用已被扩展至与其他化学和物理研究领域相关的化学体系，例如生物化学，凝聚态物理学, 纳米技术或分子生物学。

## 研究机构
- 吉林大学理论化学实验室
- 南京大学理论与计算化学研究所
- 厦门大学理化与计算化学中心
- 清华大学理论化学中心，2013年5月，清华大学化学系成立理论化学中心。